# Nordre SK
Nordre SK – duński klub szachowy z siedzibą w Aarhus, trzynastokrotny mistrz kraju.

## Historia
Klub został założony w 1931 roku, a rok później został włączony do Dansk Arbejder-Skakforbund. Początkowo liczył 40 członków, jednak ta liczba wzrosła do około 100 na początku lat 40. W tym okresie klub utworzył także własną bibliotekę szachową. W 1952 roku klub został członkiem Dansk Skak Union. W tym czasie stał się czołowym klubem regionu, a jego zawodnikiem był m.in. Eigil Pedersen. W latach 60. liczba członków wzrosła do 130. Zawodnikami klubu byli m.in. Jørn Sloth i Jens Kølbæk. W 1962 roku zespół wziął udział w pierwszym sezonie 1. division, kończąc rozgrywki na czwartym miejscu. W sezonie 1963/1964 Nordre SK zdobył tytuł mistrza kraju, a w kadrze drużyny znajdowali się wówczas m.in. Eigil Pedersen, Frode Søby i Jørn Sloth. W 1968 roku część graczy Nordre opuściła klub, tworząc SK1968. Mimo kolejnych tytułów, zdobytych w latach 1965 i 1968–1971, pod koniec lat 60. liczba członków klubu zmalała do około 80. W tym celu podjęto działania rozpropagowujące klub, jak szachowe lekcje i wieszanie plakatów. Dzięki temu liczebność klubu wzrosła do 120 osób. Kolejne mistrzostwo klub zdobył w 1973 roku. W połowie lat 70. nastąpił okres stagnacji, jednak po pojawieniu się takich zawodników, jak Thorbjørn Rosenlund, Leif Kristensen, John Rødgård i Erik Pedersen, Nordre zdobyło kolejne tytuły w latach 1978–1984. W 1981 roku klub wystąpił w Pucharze Europy, odpadając w 1/16 finału z Partizanem Belgrad, a dwa lata później w tymże pucharze odpadł w 1/32 finału z Solinger SG 1868. W 1994 roku zespół spadł z 1. division. Na krótko powrócił do najwyższej klasy rozgrywkowej w sezonie 1996/1997, a później awansował ponownie w 1998 roku. W 2003 roku nastąpił ponowny spadek. W Skakligaen Nordre SK występował w latach 2004–2006, 2007–2008, 2010–2011 i od 2012 roku. W sezonie 2013/2014 zespół zajął czwarte miejsce w lidze. W 2018 roku nastąpił ponowny spadek. Później klub grał na poziomie Skakligaen jeszcze w sezonach 2019/2020 i 2022/2023.